# Grattacieli di Città del Capo

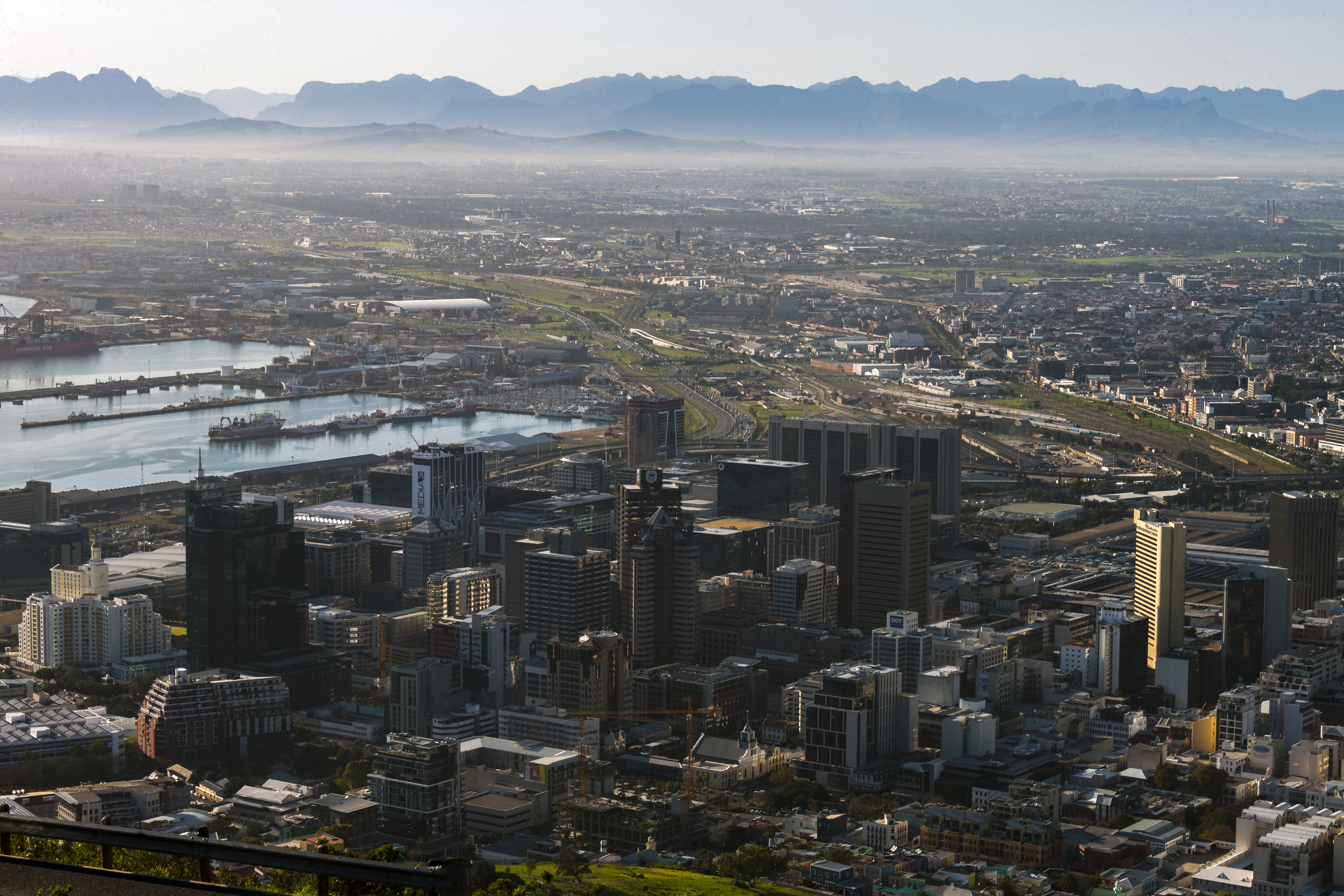
Veduta sul centro di Città del Capo

Città del Capo in Sudafrica possiede dieci edifici più alti di 100 metri, il più alto dei quali è la Torre Portside (139 metri per 32 piani).

## Grattacieli più alti
| Pos. | Nome                                            | Immagine | Altezza (m) | Piani | Anno | Note                            |
| ---- | ----------------------------------------------- | -------- | ----------- | ----- | ---- | ------------------------------- |
| 1    | Torre Portside                                  |          | 139         | 32    | 2014 | - Edificio più alto della città |
| 2    | 1 Thibault Square                               |          | 126         | 32    | 1972 |                                 |
| 3    | Metlife Centre                                  |          | 119,46      | 28    | 1993 |                                 |
| 4    | Atterbury House                                 |          | 119         | 29    | 1976 |                                 |
| 5    | ABSA Centre                                     |          | 117         | 34    | 1970 |                                 |
| 6    | 16 on Bree                                      |          | 116         | 36    | 2021 |                                 |
| 7    | Golden Acre                                     |          | 108         | 28    | 1979 |                                 |
| 8    | Cape Sun Southern Sun                           |          | 105         | 33    | 1982 |                                 |
| 9    | Triangle House                                  |          | 104         | 26    | 1993 |                                 |
| 10   | Western Cape Provincial Administration Building |          | 101         | 26    | 1976 |                                 |
| 11   | Civic Centre                                    |          | 98          | 26    | 1978 |                                 |
| 12   | 2 Long Street                                   |          | 93          | 24    | 1970 |                                 |
| 12   | Naspers Centre                                  |          | 93          | 22    | 1962 |                                 |
| 14   | Cartwright's Corner                             |          | 92,36       | 24    | 1969 |                                 |
| 15   | Torre KPMG                                      |          | 92          | 23    | 2019 |                                 |
| 16   | Mutual Building                                 |          | 91          | 18    | 1939 |                                 |
| 17   | Torre Telkom                                    |          | 88          | 23    | 1975 |                                 |